# モンスターゲート
『モンスターゲート』(MONSTER GATE)は、コナミより発売された日本のメダルゲームのシリーズで、メダルゲームとしては業界初のダンジョン探索型RPG(ロールプレイングゲーム)である。ゲームデータのセーブは自販機で発売されている専用の磁気カードを使用する。
ラインナップは以下の通り。
- 『モンスターゲート』(MONSTER GATE) - 2001年秋発売。 - 職業は戦士、魔法使い、ギャンブラーの3つで性別は戦士とギャンブラーが男性、魔法使いが女性固定である。
- 『モンスターゲートII』(MONSTER GATE II) - 2002年発売。 - キャラクター作成時に男女の性別およびカラーリングの選択が可能になった。
- 『モンスターゲートIII』(MONSTER GATE III) - 2003年発売。
- 『モンスターゲートオンライン　～混沌の大地～』(MONSTER GATE ONLINE) - 2004年発売。
- 『モンスターゲートオンラインII　～時空のフォークロア～』(MONSTER GATE ONLINE II) - 2005年発売。

2007年に続編に当たるエターナルナイツが発売された。
その他にもトレーディングカードゲームや、ゲームボーイアドバンス用ソフトとして以下の3作品が発売されている。
- 『モンスターゲート』 - 2002年発売、ゲームボーイアドバンス用ソフト。
- 『モンスターゲート 大いなるダンジョン　～封印のオーブ～』 - 2003年発売、ゲームボーイアドバンス用ソフト。
- 『モンスターゲート トレーディングカードゲーム』 - 2002年発売、トレーディングカードゲーム。

GBA版では、メダルの代わりにMPを消費してアイテムを使用する。
強力なアイテムほど消費MPが多いので、メダルゲーム版での「パワープレイ」が使えなくなった。

## 職業（プレイヤーキャラクター）
- 見習い

IIで追加された職業。HPが高く一度だけコンテニューができる。任意のタイミングか対戦モードでワールドに進出する際に別の職業に転職が可能。
- 戦士

攻撃、防御のバランスに優れ、基礎能力が優れている職業。
- スラッガー

IIIで追加された職業。攻撃力にぶれがあるがその分会心の一撃が出やすい攻撃重視の職業。通路内での視界が広い。新しい部屋に入ると最大HPが増加する（他の職ではHPが5回復する)。
- 魔法使い

攻撃力が低いが、魔法系マジックカードの威力が攻撃、回復ともに5割増しと強力になる。通路内で視界が広い。
- 魔人

IIで追加された職業。強力な攻撃力と防御力が高く魔法使いには劣るが魔法の威力が高く、攻撃、回復ともに3割増しとなるが、毎ターンHPが1減ってしまうのが弱点。
- ギャンブラー

防御が不安定だが高配当。メニューからスロットができ、宝石（入手するとメダル配当があり、最終階でこれを入手するとゴールとなる）とダブルアップカードの位置を把握できる(MAP非表示の城を除く)。 また、自分がクリアした城とその隣の未クリアの城にいつでも攻め込むことが出来る。
- セイント

オンラインで追加された職業。戦闘能力がかなり低いが、敵を倒した時仲間にする事がある。
- 獣人（GBA版モンスターゲートのみ）

人間と獣人がきり変わる戦略的なキャラクター。
- レジェンド（GBA版モンスターゲート大いなるダンジョンのみ）

すべてにおいて能力の高い最強の職業。